# Силевски, Радован
Радова́н Силе́вски (серб. Радован Сиљевски / Radovan Siljevski; 17 июля 1986, Белград) — сербский пловец, выступал за национальную сборную Сербии во второй половине 2000-х — первой половине 2010-х годов. Участник двух летних Олимпийских игр, финалист первенств Европы и мира, участник трёх летних Универсиад, победитель и призёр многих первенств национального значения.

## Биография
Радован Силевски родился 17 июля 1986 года в Белграде. Активно заниматься плаванием начал в с раннего детства, проходил подготовку в местном столичном клубе «Партизан», позже переехал в город Нови-Сад и присоединился к спортивному клубу «Воеводина». Также в течение некоторого времени тренировался в Швеции и был членом шведского спортивного клуба «Нептун». Специализировался на плавании вольным стилем.
Дебютировал на взрослом международном уровне в сезоне 2005 года, побывав на чемпионате Европы в Триесте. С этого момента закрепился в основном составе сербской национальной сборной и в дальнейшем принимал участие во всех последующих европейских первенствах, хотя попасть на них в число призёров ему не удалось ни разу.
Благодаря череде удачных выступлений Силевски удостоился права защищать честь страны на летних Олимпийских играх 2008 года в Пекине — в плавании на 200 метров вольным стилем стартовал в третьем предварительном заплыве по седьмой дорожке и показал время 1.50,25. Этого было недостаточно для попадания в полуфинальную стадию, в итоговом протоколе соревнований он расположился на 40 строке.
Будучи одним из лидеров гребной команды Сербии, Радован Силевски благополучно прошёл квалификацию на Олимпийские игры 2012 года в Лондоне — на сей раз стартовал сразу в двух дисциплинах: в плавании на 200 метров вольным стилем занял 32 место, тогда как в эстафете 4×100 метров вольным стилем вместе с партнёрами Милорадом Чавичем, Велимиром Стьепановичем и Иваном Ленджером был тринадцатым.
После лондонской Олимпиады Силевски остался в основном составе сербской национальной сборной и продолжил принимать участие в крупнейших международных соревнованиях. Так, в 2014 году он представлял страну на чемпионатах Европы и мира. Последний раз показал сколько-нибудь значимые результаты на крупных соревнованиях в сезоне 2015 года, когда в последний раз участвовал в первенствах Сербии. Вскоре по окончании этих соревнований принял решение завершить карьеру профессионального спортсмена, уступив место в сборной молодым сербским пловцам.